# 武汉电力职业技术学院
武汉电力职业技术学院(前身是武汉电力学校)，创办于1953年，由湖北省电力公司举办，接受湖北省教育厅的业务指导，2002年经湖北省人民政府批准，改建为普通高等职业院校校。学院现设有电力工程系、机电工程系、动力工程系、建设工程系、信息工程系、经济管理系等六大专业系部，思政课部和基础部两个公共课部。学院开办有26个高职专业，开办“发电厂及电力系统”、“机电一体化技术”2个重点专业，普通全日制生5000余名。至2010年年底，学院有在职教职工417名，其中专任教师188名，中、高级职称人员165名，占职工总数的39.95%，本科及以上学历人员309人，占职工总数的74.8%；“双师素质”教师164名，占教师总数的87.2%。学院教学设备总值4690万元，建有实验、实习场所90多个，与校外140多家企业建立了合作关系。